# Żurnal Sojuzmultfilmu nr 2/1941
Żurnal Sojuzmultfilmu nr 2/1941 (ros. Журнал политсатиры № 2) – radziecki krótkometrażowy animowany film czarno-biały z 1941 roku w reżyserii Aleksandra Iwanowa, Olgi Chodatajewej, Iwana Iwanowa-Wano, Zinaidy i Walentiny Brumberg. Propagandowy film animowany cechujący się bojowym i agresywnym klimatem wojny.
Film wchodzi w skład serii płyt DVD Animowana propaganda radziecka (cz. 2: Faszystowscy barbarzyńcy).

## Animatorzy
Ju. Popow, Giennadij Filippow, Piotr Nosow, Lew Pozdniejew

## Opis
Żurnal Sojuzmultfilmu nr 2/1941 - Kronika filmowa 1-4 (1941) zawiera cykl czterech krótkich filmów propagandowych:
- 1: Czego chce Hitler
- 2: Bij faszystowskich piratów
- 3: Bij wroga na froncie i na tyłach
- 4: Silny uścisk dłoni

W filmie „Czego chce Hitler” zwrócono uwagę na podstawowe cele, którymi kieruje się Führer. Zamiarem Hitlera jest oddać ziemię obszarnikom, ograbić kołchozy ze zboża, przekazać wszystkie fabryki kapitalistom, pokryć Europę trumnami oraz uczynić z niewinnych ludzi swoich niewolników. 
W filmie „Bij faszystowskich piratów” przedstawiono zmagania Armii Czerwonej z faszystowskimi najeźdźcami na lądzie, powietrzu i morzu.
W filmie „Bij wroga na froncie i na tyłach” podkreślono, iż hitlerowski wróg jest przebiegły i należy mieć się na baczności, w tym celu trzeba zgładzić faszystowskich szpiegów, obcych agentów i dywersantów. Plakat propagandowy podkreśla przy tym, iż nawet na dalekich tyłach frontu każdego dnia toczy się zażarta walka.
Z kolei film „Silny uścisk dłoni” przedstawia pakt o wzajemnej pomocy Związku Radzieckiego i Wielkiej Brytanii we wspólnych operacjach w wojnie przeciwko faszystowskim Niemcom. Sojusz staje się główną przeszkodą dla Hitlera w opanowaniu Europy.